# Mieczysław Kochanowski
Mieczysław Kochanowski (ur. 1934 w Wilnie) – polski architekt i urbanista, profesor nauk technicznych, nauczyciel akademicki, były dziekan Wydziału Architektury Politechniki Gdańskiej.

## Życiorys
Urodził się w 1934 w Wilnie jako syn Wacława i Heleny Kochanowskich. Od 1946 mieszka w Gdańsku. W 1959 ukończył studia na kierunku architektura i urbanistyka na Wydziale Architektury Politechniki Gdańskiej. W trakcie studiów, w latach 1953–1959, był działaczem kulturalnym środowiska studenckiego, współpracował z teatrem Bim-Bom i Klubem Studentów Wybrzeża „Żak”. Po studiach pozostał na uczelni i podjął pracę w Katedrze Urbanistyki na stanowisku asystenta. W 1982 uzyskał tytuł naukowy profesora nauk technicznych. Był dziekanem Wydziału Architektury na macierzystej uczelni, gdzie zajmował także stanowisko kierownika Zakładu Rozwoju Miasta. Został profesorem zwyczajnym na Wydziale Architektury Wyższej Szkoły Ekologii i Zarządzania w Warszawie.
W latach 1972–1988 pracował w Komisji Planowania przy Radzie Ministrów, początkowo jako główny specjalista ds. urbanizacji, później dyrektor Biura Planowania Makroregionu Północnego w Gdańsku. W latach 1988–1989 był dyrektorem oddziału gdańskiego Instytutu Ochrony Środowiska. Był członkiem Komitetu Przestrzennego Zagospodarowania Kraju PAN. W latach 2001–2004 pełnił funkcję prezesa Zarządu Głównego Towarzystwa Urbanistów Polskich. 
Od 1964 w PZPR. Członek Plenum KW PZPR w Gdańsku do stycznia 1990. W latach 70. sprawował też funkcję radnego miasta Gdańska.
Jest autorem wydanej w 2023 książki pt. Karnawał 1956–1968, ISBN 978-83-790-8237-7, w której opisał czasy swojej młodości, październikowej odwilży 1956 i rozkwitu kultury, w tym m.in. teatr Bim-Bom i pierwszy w Polsce parlament studencki.
W 2024 został laureatem pierwszej edycji Nagrody imienia Profesora Wiesława Gruszkowskiego za wybitne osiągnięcia w dziedzinie urbanistyki.

## Wybrane publikacje
- Zasady metodyczne planowania rozwoju regionalnych systemów osadniczych (1978)
- Koncepcja metodologii planowania regionalnego (współautor: Jerzy Kołodziejski, 1984)
- Polskie miasta w procesie globalizacji (współautorka: Danuta Kochanowska, 2000)
- Przestrzeń publiczna miasta postindustrialnego (red. nauk., 2005)
- W stronę miasta (współautorka: Danuta Kochanowska, 2012)
- Zmienne losy sieci osadniczej regionu mazowieckiego, w tym Obszaru Metropolitalnego Warszawy (współautorka: Katarzyna Donimirska, 2018)

Źródło:.